# Akaciaflugsnappare
Akaciaflugsnappare (Muscicapa gambagae) är en tätting i familjen flugsnappare som förekommer i ett smalt band söder om Sahara i Afrika, men även på sydvästra Arabiska halvön.

## Kännetecken

### Utseende
Akaciaflugsnapparen är en 13 centimeter oansenligt gråbrun fågel, mindre än grå flugsnappare (Muscicapa striata) men större än mörkgrå flugsnappare (Muscicapa adusta) som den annars liknar. Huvudet är rundat, enfärgad fram på hjässan och lätt streckad bak. Bröstet är brunare med diffus streckning. Näbbens undre näbbhalva är gulaktig längst in. Hopfälld vinge når endast till stjärtbasen. När den landar snärtar den till vingarna likt en Ficedula-flugsnappare.

### Läte
Akaciaflugsnapparens läte är en upprepad serie av enkla eller dubbla klickande ljud, som en kvist som bryts, t'klik t'klik, helt olikt grå flugsnapparens läten. Uppjagade fåglar varnar med ett explosivt tick-tick. Den sällan hörda sången är en fin liten melodi.

## Utbredning och systematik
Fågeln förekommer i halvtorra och öppna skogsområden från södra Mali till Ghana, Kenya, Somalia och sydvästra Arabiska halvön. Den behandlas som monotypisk, det vill säga att den inte delas in i några underarter.

## Levnadssätt
Akaciaflugsnapparen är liksom sina släktingar insektsätare. Den ses sitta upprätt på grenar, ofta i det öppna och i trädens mellanskikt. Den häckar i mars. Fågeln är stannfågel och delvis kortflyttare, där många individer flyttar några grader söderut efter häckning.

## Status och hot
Artens population har inte uppskattats och dess populationstrend är okänd, men utbredningsområdet är relativt stort. Internationella naturvårdsunionen IUCN anser inte att den är hotad och placerar den därför i kategorin livskraftig. Den betraktas som sällsynt eller ovanlig i de flesta områden, men kan vara förbisedd på grund av förväxling med grå flugsnappare.

## Namn
Fågelns vetenskapliga artnamn syftar på Gambaga, en stad i Ghana.